# Бугаттас, Зиед
Зиед Бугаттас (араб. زياد بوغطاس‎; род. 5 декабря 1990, Beni Hassen, Монастир) — тунисский футболист, центральный защитник клуба «Этуаль дю Сахель» и национальной сборной Туниса.

## Клубная карьера
Профессиональную карьеру начал в 2011 году в клубе «Этуаль дю Сахель». В ноябре 2020 года подписал трехлетний контракт с египетского клуба ЕНППИ.

## Карьера за сборную
15 июня 2015 дебютировал в официальных играх в составе национальной сборной Туниса в матче квалификации к чемпионату африканских наций в 2016 году против Марокко (1:1).
В составе сборной был участником Кубка африканских наций 2017 в Габоне.

## Достижения
- Чемпион Туниса: 2015/16
- Обладатель Кубка Туниса: 2011/12, 2013/14, 2014/15
- Обладатель Кубка Конфедерации КАФ: 2015